# Улрюм
Улрюм (нід. Ulrum, нід. вимова: [ˈʏlrʏm]) — село в нідерландській провінції Гронінген. Входить до муніципалітету Гет-Гогеланд.
Його площа становить 28,48км², а населення станом на 2021 рік складало 1 305 осіб.
До 1990 року мало статус окремого муніципалітету.

## Визначні уродженці
- Сіко Мансголт (1908 – 1995) — нідерландський політик і дипломат, президент Європейської Комісії в 1972 році

## Галерея

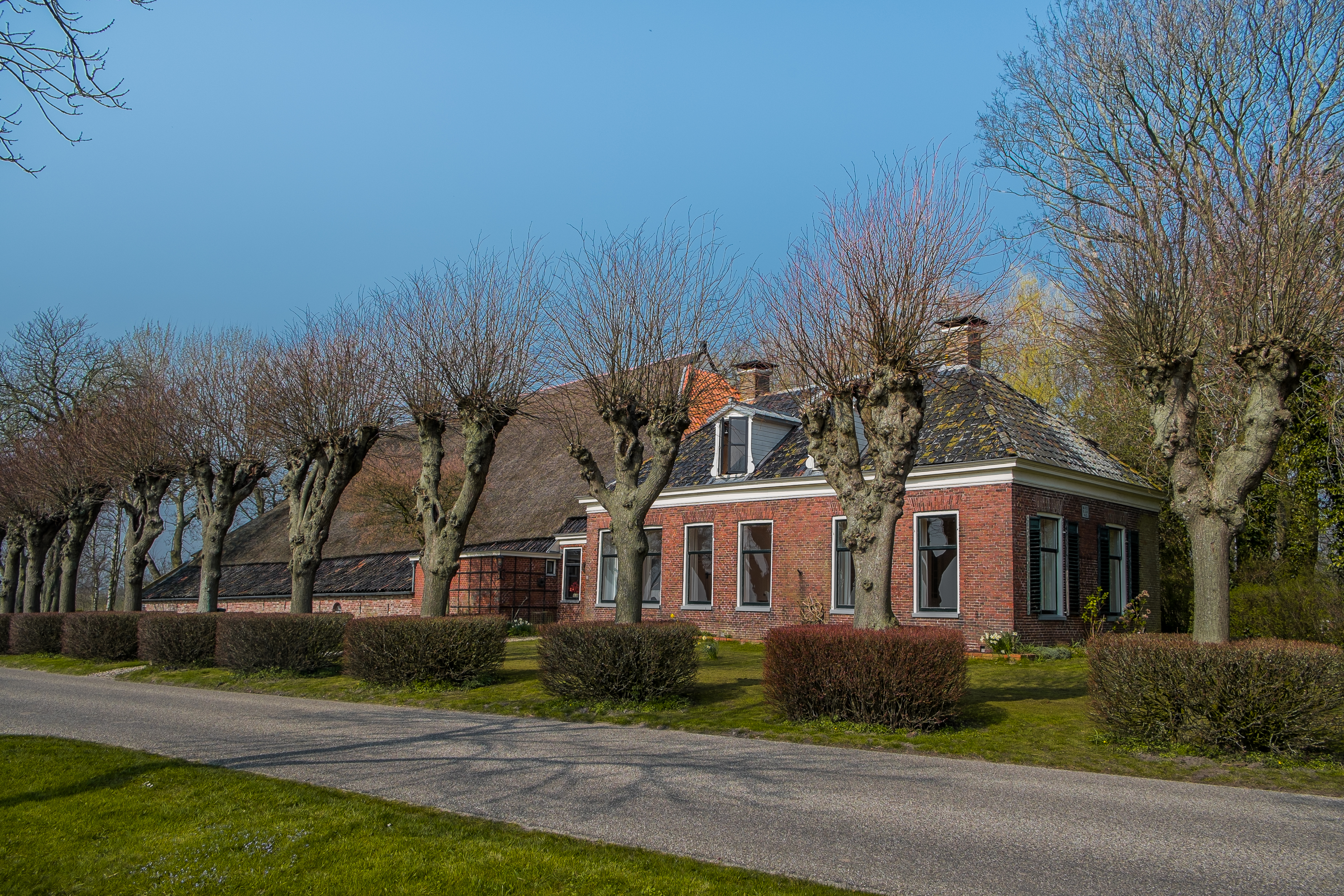
Ферма в Улрюмі
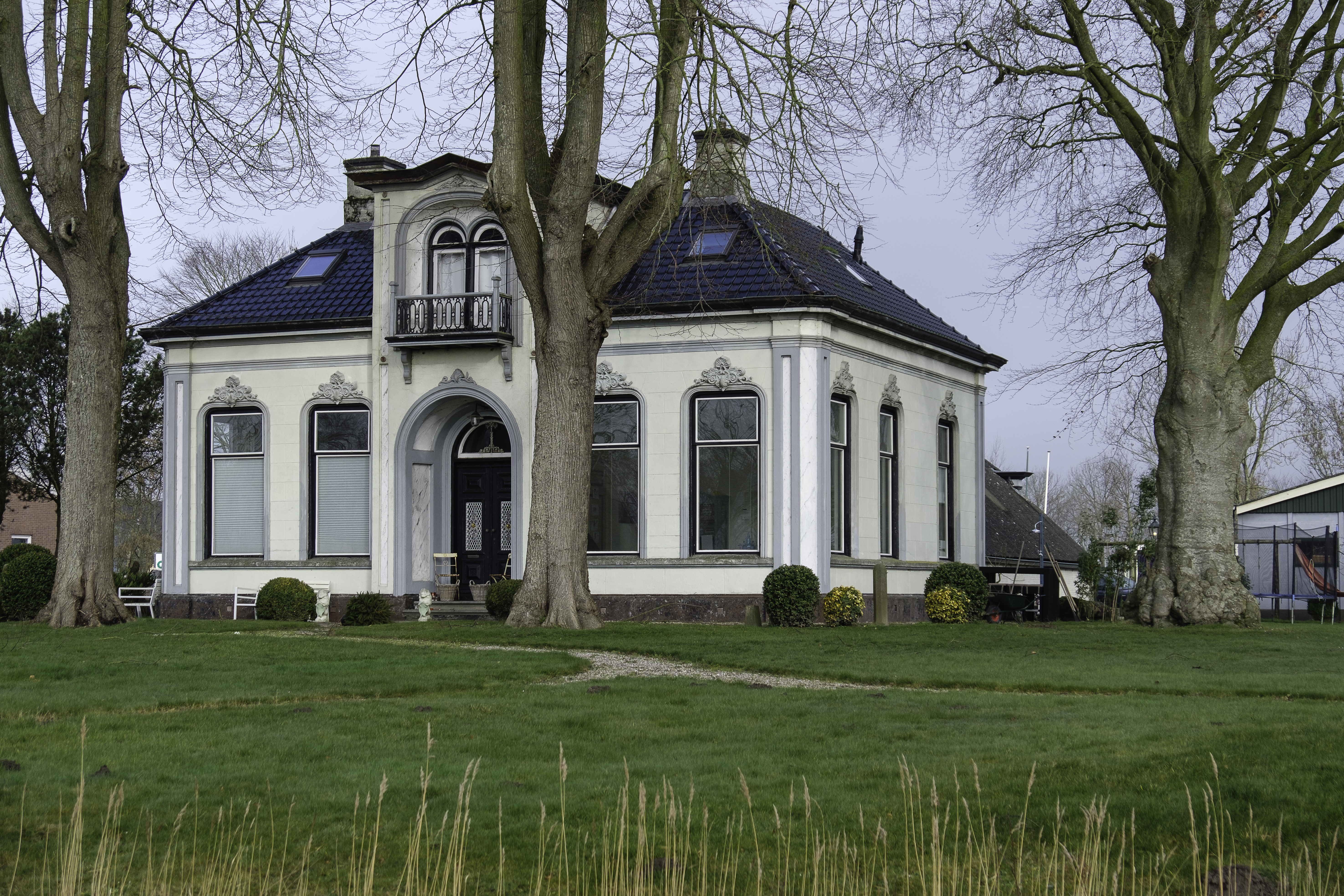
Сільський будинок
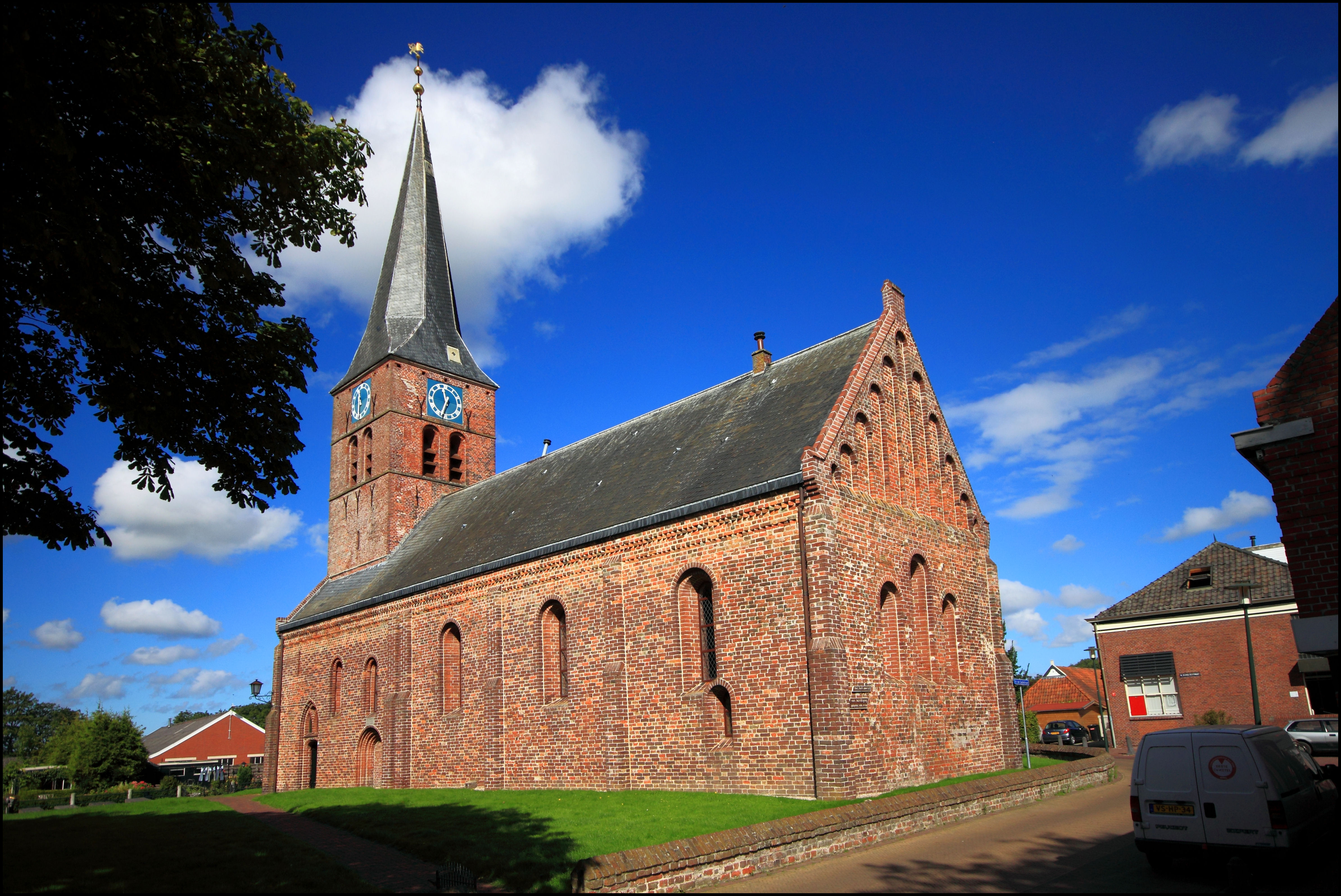
Протестантська церква